# いただきストリート2 〜ネオンサインはバラ色に〜
『いただきストリート2 〜ネオンサインはバラ色に〜』（いただきストリートツー ネオンサインはバラいろに）は、アスキーが開発し、1994年2月26日にエニックスから発売されたスーパーファミコン用ボードゲーム。いただきストリートシリーズの第2作。

## 概要
『いただきストリート 〜私のお店によってって〜』の売り上げが不調に終わったことを受けて、堀井雄二と塩崎剛三はメジャー路線への刷新を図る。グラフィックは大川清介へ、サウンドは筒美京平へ、また、発売元もアスキーからエニックスへと変更になった。そのことにより、STREET 5スラリンやSTREET15アレフガルドでのドラゴンクエストシリーズ関連名称の使用、すぎやまこういちのBGM「荒野を行く」の使用が可能になった。『ドラゴンクエストV 天空の花嫁』制作のためフルに参加できない堀井雄二の代役として、ドラゴンクエストシリーズのスタッフの1人である折尾一則がゲームデザインに加わる。ゲームデザインは、堀井雄二、松本常雄、柳澤健二、折尾一則を中心に議論が重ねられることとなった。プログラム担当は、トムキャットシステムに変更。AIプログラム担当も、大森田不可止より三村和成に交代になった。筒美京平はゲームBGMとしては初の仕事となり、同ゲームで30曲以上の書き下ろし曲を提供する。名曲揃いと評価されており、曲を依頼した塩崎は「筒美先生の自作未発表曲をピアノ弾き語りで聴くことは、とっても素敵だった」と回想している。堀井と塩崎のメジャー路線変更は読み通りになり、本作は30万超えのヒットとなる。
新システムとして、物件に空き地が追加された。空き地には店の他にヘリポートや税務署などを設置することができるようになり、戦略性が増している。さらに、トーナメントモードを攻略することによって、マップ内の物件が空き地だらけになる「空き地モード」が追加され、いずれも後の作品に受け継がれている。他にも、突如ゲームに参加して買い物料を払うキャラクター「マハラジャ」の登場やチャンスカードのバリエーションの増加、上下左右にループするステージ、キャラクターの個人成績や最高記録の閲覧など、さまざまな新要素が追加されている。
1994年11月29日、新宿のセンチュリーハイアットホテルで「いたスト王争奪戦、日本一いたストがうまい奴は誰だ!?」と銘打った大会が行われた。大会の出場者は堀井雄二などゲーム業界の著名人を始め、すぎやまこういち、中村光一、遠藤雅伸、広井王子、千葉麗子、高木ブー、伊藤院光、宮岡寛、木村初、ゲーム好きの芸能人やゲーム雑誌編集者など44名が参加した。

## スタッフ
- ゲームデザイン：堀井雄二
- ゲームシステム構築：堀井雄二、塩崎剛三、柳澤健二、松本常男、折尾一則
- キャラクターデザイン：大川清介
- サウンド：筒美京平
すぎやまこういち（STREET15のみ）
- プログラム：トムキャットシステム
- AI担当：三村和成
- プロデューサー：塩崎剛三（アスキー）、山岸功典（エニックス）

## 登場キャラクター
山本 しんじ（やまもと しんじ） - Dランク
14歳、中学3年生。おとめ座のO型。楽天家で明るく人懐っこい。趣味はゲームと漫画。
基本的にサラリー狙いで、増資も株枚数に関係なく仕掛けてくる。5倍買いを仕掛けることはまずないが、破産しそうになると相乗りすることがある。初心者向けのキャラクター。
小島 こうへい（こじま こうへい） - Cランク
18歳、高校3年生。おうし座のA型。真面目な熱血スポーツマン。趣味はサッカー。
手堅く確実に儲けてくるが、取引や5倍買いに消極的で手詰まりに陥りやすい。株が無い状態での増資を一切行わない。
宮島 なつひこ（みやじま なつひこ） - Aランク
22歳、フリーター。さそり座のAB型。知ったかぶりで嫌味なオタク系。趣味はパソコン通信。
自分の儲けより他人の邪魔を優先し、相乗りや5倍買いによる独占崩しを好んで行う。
佐川 ひろゆき（さがわ ひろゆき） - Aランク
24歳、大学院生。てんびん座のAB型。神経質で自信家。趣味はお風呂で読書。
インサイダー、相乗り、防衛増資、5倍買いなど多くの戦術をバランス良く活用してくるが、取引が下手で、分岐点で無謀と思えるようなルート選択をすることもある。
矢崎 せいじ（やざき せいじ） - Bランク
26歳、住宅のセールスマン。いて座のO型。強面で格好つけたがりのギャンブル好き。趣味は競馬と競輪。
買物料収入を狙った戦法が中心。負けそうになると無茶なプレイをしてそのまま終わることも多い。
森 たけまる（もり たけまる） - Dランク
32歳、寿司職人。かに座のB型。さっぱりして威勢がよく、度胸が座っている。趣味は山歩き。
終盤まで常にサラリー狙い。株や取引など難しいことは苦手。
枕崎 へいすけ（まくらざき へいすけ） - Bランク
70歳、タバコ屋の隠居。おひつじ座。普段は優しいが頑固。趣味は詰将棋とゲートボール。
基本に忠実なプレイで着実に資産を増やしてくる。他人の相乗りを極端に嫌う。
立花 あやか（たちばな あやか） - Dランク
13歳、中学2年生。みずがめ座のO型。子供っぽく甘えん坊。趣味はぬいぐるみのコレクション。
ひたすらサラリーを狙い、何も考えずに増資する。5倍買いをすることはまずない。株の利用はかなり下手。競売はかなり消極的。しんじ同様、初心者向けのキャラクター。
二階堂 まゆ（にかいどう まゆ） - Cランク
17歳、美容学校生徒。さそり座のAB型。負けず嫌いで目立ちたがり屋。趣味はロックバンドのボーカル。
株と買物料で少しずつ儲け、余裕が出たら大勝負に出る。勝負時を見極めそこない裏目に出ることも。
森下 このみ（もりした このみ） - Cランク
17歳、タレントの卵。おとめ座のA型。おっとりしているが、意外にしっかり者。趣味は長電話。
今作のゲーム案内役を務めている。対戦相手としてはインサイダー狙いの慎重なプレイ。
西園寺 かおるこ（さいおんじ かおるこ） - Aランク
19歳、女子大生。ふたご座のA型。笑顔の爽やかなお嬢様タイプ。趣味はテニスと乗馬。
株の女王の異名を持ち、株を利用したあらゆる戦術を使ってくる。序盤は相乗りで資金を稼ぎ、それを元手に特大インサイダーを仕掛けてくる。また、株価操作で相手の資産下落を狙うことがある。
『いただきストリート3 億万長者にしてあげる! 〜家庭教師つき!〜』に妹のさくらこが隠れキャラクターとして登場している。
斎藤 かずみ（さいとう かずみ） - Aランク
21歳、OL。しし座のA型。派手好きで浮き沈みが激しい。趣味はお立ち台で踊ること。
5倍買いで物件を揃え、インサイダーで一気に儲けるという攻撃的な戦法を行ってくる。
シェリー・フォックス - Dランク
22歳、留学生。やぎ座のO型。明るく元気で底抜けに人懐っこい。趣味はユースホステル巡り。
戦術らしい戦術をまったく使わない。細かいことは気にせずゲームを楽しんでいるといった印象。
今泉 きょうこ（いまいずみ きょうこ） - Bランク
27歳、中学教師。うお座のB型。普段は冷静だが、時折意味不明な行動をとる。趣味は美術鑑賞。
序盤から中盤は速攻タイプでかなり強いが、終盤に無駄な5倍買いや過剰な取引で自滅することが多い。
鮫島 ゆうこ（さめじま ゆうこ） - Cランク
31歳、華道の先生。おひつじ座のA型。物静かなしっかり者。趣味は買い物。
マイペースで堅実なプレイを行いながら儲けのチャンスを待つ。取引に対してはかなり弱気で不利な取引を受け入れてしまうことが多い。

## マップ
STREET1 貝がら島
初心者用のマップ。トーナメントでは選ぶことができない。
STREET2 レイクマウンテン
STREET3 クローバーランド
3つの大きな葉を模したブロックに分かれているマップ。
STREET4 ムーンシティー
上下が繋がった、十字型をしたマップ。
STREET5 スラリン
『ドラゴンクエスト』のスライムをモチーフにしたマップ。
STREET6 摩天楼
階層が分かれているマップ。
STREET7 左半球
世界地図をモチーフにしたマップ。
STREET8 ドリームワールド
遊園地をモチーフにしたマップ。初期状態で空き地がある。
STREET9 フリーウェイ
東京をモチーフにしたマップ。
STREET10 太陽系
太陽系の各惑星をモチーフにしたマップ。
STREET11 海底都市
海底都市をモチーフにしたマップ。
STREET12 カジノタウン
カジノが多くマップ上にある。
STREET13 ソフィーの洞窟
階層が3層に分かれているマップ。
STREET14 日本列島
日本列島をモチーフにしたマップ。
STREET15 アレフガルド
『ドラゴンクエスト』のアレフガルドをモチーフにしたマップ。

## 筒美京平作曲による使用BGMタイトルと使用箇所（未使用曲含む）
- 1 Perfect Love（タイトル）
- 2 Happy Kitchen（メニュー）
- 3 はずれたホイール（破産）
- 4 いつかきっと（優勝）
- 5 もう何も云わないで（エンディング）
- 6 Fresco（レコード表示）
- 7 君はラビリンス（チャンスカード）
- 8 パライア・ダンシン（競売）
- 9 Nervous Heel（取引）
- 10 Greene St.（株売買）
- 11 シャンペンとダイス（カジノ）
- 12 湾岸馬族（マハラジャ登場）
- 13 涙のソリューション（STREET1 貝がら島）
- 14 だって（STREET2 レイクマウンテン）
- 15 悪意の回転木馬（STREET3 クローバーランド）
- 16 スターフェリーに乗って（STREET4 ムーンシティー）
- 17 サテンの向こう側（STREET5 スラリン）
- 18 アップタウン（STREET6 摩天楼）
- 19 ミストラル（STREET7 左半球）
- 20 さ・よ・な・ら マギー（STREET8 ドリームワールド）
- 21 Long Way To The Cape（STREET9 フリーウェイ）
- 22 スター・ダスト・プリンセス（STREET10 太陽系）
- 23 深海の憂鬱（STREET11 海底都市）
- 24 ドリーム・アバウト・ユー（STREET12 カジノタウン）
- 25 ソフィーへの疑惑（STREET13 ソフィーの洞窟）
- 26 渚のパラダイス（STREET14 日本列島）
- 27 トライアル（空き地面）
- 28 善意の回転木馬（未使用曲）
- 29 スパイラル（未使用曲）
- 30 巨匠の面影（未使用曲）
- 31 パスティス（未使用曲）
- 32 シーソー（未使用曲）
- 33 思わせぶり（未使用曲）
- 34 ペンギンダンス（未使用曲）

## サウンドトラック
- 『いただきストリート2 オリジナル・サウンド・トラック』（MCAビクター、1994年3月24日発売）

## ガイドブック
- 『いただきストリート2バイブル』（アスキー）
- 『いただきストリート2 公式チャレンジブック』（エニックス）